# Kyffelburg
Die Kyffelburg ist neben der Küchlinsburg eine der beiden abgegangenen Burgen im heutigen Stadtgebiet von Waldkirch im Landkreis Emmendingen in Baden-Württemberg.
Die erstmals 1454 erwähnte Burg befand sich am Areal des Klosters St. Margarethen im Bereich Probsteistraße–Kandelstraße–Dettenbachstraße von Waldkirch.
Als ehemalige Besitzer der Burg werden die Herren von Fischerbach, bis 1485 Hans von Sulz, 1485 Kaplan Nikolaus Holderman und 1490 das Margarethenstift genannt. Nach 1762 wurde die Burg wegen Baufälligkeit abgebrochen. Von der ehemaligen Burganlage ist nichts erhalten.
Der Name der Burg soll sich von „kiffeln“, was damals streiten bedeutete, ableiten.